# Двуликия
Двуликия (на английски: Two-Face) е измислен суперзлодей от комиксите, появяващ се в изданията на Ди Си Комикс. Първата поява на героя е в брой #66 на списание Detective Comics (от август 1942 г.), а негови създатели са Боб Кейн и Бил Фингър. Той е архивраг на Батман.
Персонажът се появява многократно, под различни формати в историите за Батман, включително във видеоигри, „Батман: Анимационният сериал“ и поредицата от филми за Батман. Били Дий Уилямс изпълнява ролята на Харви Дент в „Батман“, докато Томи Лий Джоунс го играе в „Батман завинаги“, а Арън Екхарт в „Черният рицар“.